# Medellín (Badajoz)
Medellín és un municipi de la província de Badajoz, a la comunitat autònoma d'Extremadura.
L'any 1485 va néixer en aquest poble, de l'aleshores Corona de Castella, Hernan Cortés, conqueridor de l'Imperi Asteca.

## Patrimoni històric
- Castell de Medellín.
- Teatre romà.
- Antiga església de Sant Jaume.
- Pont de Medellín (s. XVII), sobre el riu Guadiana.